# ZWV Nereus
El ZWV Nereus es un club holandés de natación y waterpolo con sede en la ciudad de Zaandam.

## Historia
El ZC Nereus se funda en 1912. Es en 1995, cuando deciden asociarse dos clubs: ZC Bereus y Zaanse Watervrienden, para formar el ZWV Nereus.

## Palmarés
- 3 veces campeón de la copa de Europa de waterpolo femenino (1990, 1995 y 1996)[2]